# Circuit de la Sarthe 2002
Il Circuit de la Sarthe 2002, cinquantesima edizione della corsa, si svolse dal 9 al 12 aprile su un percorso di 652 km ripartiti in 4 tappe (la terza suddivisa in due semitappe), con partenza a Noirmoutier-en-l'Île e arrivo a Le Mans. Fu vinto dal francese Didier Rous della Bonjour davanti all'australiano Bradley McGee e al lituano Arturas Kasputis.

## Tappe
| Tappa  | Data      | Percorso                                         | km    | Vincitore di tappa | Leader cl. generale |
| ------ | --------- | ------------------------------------------------ | ----- | ------------------ | ------------------- |
| 1ª     | 9 aprile  | Noirmoutier-en-l'Île > Saint-Gilles-Croix-de-Vie | 191,4 | Ludovic Capelle    | Ludovic Capelle     |
| 2ª     | 10 aprile | Saint-Gilles-Croix-de-Vie > Châteaubriant        | 181   | Massimo Strazzer   | Ludovic Capelle     |
| 3ª-1ª  | 11 aprile | Châteaubriant > Angers                           | 99,8  | Massimo Strazzer   | Ludovic Capelle     |
| 3ª-2ª  | 11 aprile | Angers > Angers (cron. individuale)              | 9     | Jean Nuttli        | Didier Rous         |
| 4ª     | 12 aprile | Angers > Le Mans                                 | 170,8 | Massimo Strazzer   | Didier Rous         |
| Totale | Totale    | Totale                                           | 652   |                    |                     |

## Dettagli delle tappe

### 1ª tappa
- 9 aprile: Noirmoutier-en-l'Île > Saint-Gilles-Croix-de-Vie – 191,4 km

| Pos. | Corridore          | Squadra | Tempo    |
| ---- | ------------------ | ------- | -------- |
| 1    | Ludovic Capelle    | AG2R    | 4h32'49" |
| 2    | François Simon     | Bonjour | s.t.     |
| 3    | Olivier Perraudeau | Bonjour | s.t.     |

| Pos. | Corridore          | Squadra | Tempo    |
| ---- | ------------------ | ------- | -------- |
| 1    | Ludovic Capelle    | AG2R    | 4h32'49" |
| 2    | François Simon     | Bonjour | s.t.     |
| 3    | Olivier Perraudeau | Bonjour | s.t.     |

### 2ª tappa
- 10 aprile: Saint-Gilles-Croix-de-Vie > Châteaubriant – 181 km

| Pos. | Corridore        | Squadra | Tempo    |
| ---- | ---------------- | ------- | -------- |
| 1    | Massimo Strazzer | Phonak  | 4h50'57" |
| 2    | Angelo Furlan    | Alessio | s.t.     |
| 3    | Endrio Leoni     | Alessio | s.t.     |

| Pos. | Corridore        | Squadra | Tempo    |
| ---- | ---------------- | ------- | -------- |
| 1    | Ludovic Capelle  | AG2R    | 9h23'46" |
| 2    | François Simon   | Bonjour | a 9"     |
| 3    | Arturas Kasputis | AG2R    | a 10"    |

### 3ª tappa - 1ª semitappa
- 11 aprile: Châteaubriant > Angers – 99,8 km

| Pos. | Corridore        | Squadra      | Tempo    |
| ---- | ---------------- | ------------ | -------- |
| 1    | Massimo Strazzer | Phonak       | 2h25'23" |
| 2    | Jans Koerts      | Domo         | s.t.     |
| 3    | Olaf Pollack     | Gerolsteiner | s.t.     |

| Pos. | Corridore        | Squadra | Tempo     |
| ---- | ---------------- | ------- | --------- |
| 1    | Ludovic Capelle  | AG2R    | 11h49'09" |
| 2    | François Simon   | Bonjour | a 11"     |
| 3    | Arturas Kasputis | AG2R    | a 12"     |

### 3ª tappa - 2ª semitappa
- 11 aprile: Angers > Angers (cron. individuale) – 9 km

| Pos. | Corridore        | Squadra       | Tempo  |
| ---- | ---------------- | ------------- | ------ |
| 1    | Jean Nuttli      | St-Quentin    | 11'27" |
| 2    | Floyd Landis     | US Postal     | a 5"   |
| 3    | Laurent Brochard | Jean Delatour | a 6"   |

| Pos. | Corridore        | Squadra | Tempo     |
| ---- | ---------------- | ------- | --------- |
| 1    | Didier Rous      | Bonjour | 12h00'50" |
| 2    | Bradley McGee    | FDJ     | a 2"      |
| 3    | Arturas Kasputis | AG2R    | a 4"      |

### 4ª tappa
- 12 aprile: Angers > Le Mans – 170,8 km

| Pos. | Corridore        | Squadra      | Tempo    |
| ---- | ---------------- | ------------ | -------- |
| 1    | Massimo Strazzer | Phonak       | 4h33'43" |
| 2    | Endrio Leoni     | Alessio      | s.t.     |
| 3    | Olaf Pollack     | Gerolsteiner | s.t.     |

| Pos. | Corridore        | Squadra | Tempo     |
| ---- | ---------------- | ------- | --------- |
| 1    | Didier Rous      | Bonjour | 16h34'33" |
| 2    | Bradley McGee    | FDJ     | a 1"      |
| 3    | Arturas Kasputis | AG2R    | a 4"      |

## Classifiche finali

### Classifica generale
| Pos. | Corridore        | Squadra       | Tempo     |
| ---- | ---------------- | ------------- | --------- |
| 1    | Didier Rous      | Bonjour       | 16h34'33" |
| 2    | Bradley McGee    | FDJ           | a 1"      |
| 3    | Arturas Kasputis | AG2R Prév.    | a 4"      |
| 4    | Laurent Brochard | Jean Delatour | a 6"      |
| 5    | Floyd Landis     | US Postal     | a 7"      |
| 6    | Ludovic Capelle  | AG2R Prév.    | a 8"      |
| 7    | Olaf Pollack     | Gerolsteiner  | a 10"     |
| 8    | François Simon   | Bonjour       | a 12"     |
| 9    | Jan Hruška       | ONCE-Eroski   | a 16"     |
| 10   | Massimo Strazzer | Phonak        | a 17"     |